# Giovanni Andrea Archetti

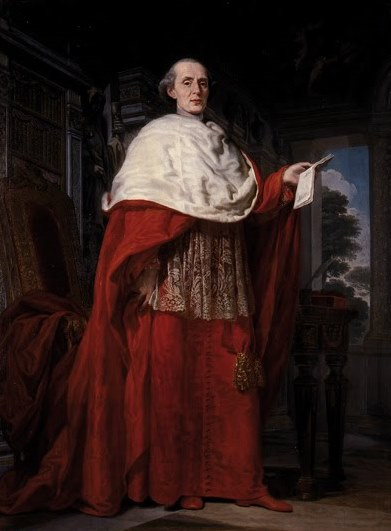
Kardinal Giovanni Andrea Archetti in Cappa magna

Kardinalswappen (schematische Darstellung)

Giovanni Andrea Archetti (* 11. September 1731 in Brescia; † 5. November 1805 in Ascoli) war ein Kardinal der Römischen Kirche.

## Leben
Archetti, Sohn wohlhabender Kaufleute, studierte bis 1754 an der Universität La Sapienza in Rom. Papst Benedikt XIV. berief ihn 1756 zum Vikar in Bologna. Später wurde er unter anderem Konsultor der Heiligen Ritenkongregation.
Nachdem er am 10. September 1775 die Priesterweihe empfangen hatte, ernannte ihn Papst Pius VI. am darauffolgenden Tag zum Titularerzbischof von Chalcedon. Wenige Tage später, am 17. September 1775, spendete ihm Kardinal Carlo Rezzonico (Jr.) die Bischofsweihe; Mitkonsekratoren waren die Kurienerzbischöfe Orazio Mattei und Giuseppe Maria Contesini. Am folgenden Tag, dem 18. September 1775, ernannte ihn der Papst zum Nuntius in Polen. In dieser Zeit verhinderte er unterdrückende Maßnahmen gegen den Ritterorden vom Heiligen Grab zu Jerusalem durch das polnische Königshaus und befand sich 1783 auf diplomatischer Mission in Russland; dort konnte er am 18. Oktober 1783 die erste katholische Kirche im Land weihen. Zum Kardinal kreiert und zum Kardinalpriester ernannte wurde Archetti von Papst Pius VI. im Konsistorium vom 20. September 1784. Von der Titelkirche Sant’Eusebio ergriff er am 27. Juni 1785 nach seiner Ankunft in Rom Besitz. Zugleich wurde er zum Legaten a latere in Bologna ernannt.
Am 1. Juni 1795 wurde Kardinal Archetti von Pius VI. zum Bischof von Ascoli Piceno ernannt, er führte fortan den persönlichen Titel eines Erzbischofs. Ende März 1798 geriet er kurzzeitig in französische Gefangenschaft und konnte danach nicht in sein Bistum zurückkehren; er hielt sich stattdessen in Neapel und Gaeta auf. Von Dezember 1799 bis März 1800 nahm er an dem Konklave teil, das nach dem Tode Pius VI. Barnaba Chiaramonti zum Papst wählte, der daraufhin den Namen Pius VII. annahm. Vom neuen Papst wurde er am 2. April 1800 zum Kardinalbischof von Sabina erhoben und erhielt die Bestätigung als Bischof von Asoli Piceno. Im September 1805 kehrte der Kardinal nach dreimonatigem Aufenthalt in Brescia nach Ascoli Piceno zurück. Er erkrankte kurz nach seiner Ankunft und starb noch im selben Jahr. Beigesetzt wurde er im Dom von Ascoli Piceno.